# Mario Terán
Mario Terán (Cochabamba, 9 de abril de 1942 – Santa Cruz de la Sierra, 10 de março de 2022) foi um militar boliviano que matou o revolucionário argentino Che Guevara em 9 de outubro de 1967 em uma escola pública no povoado de La Higuera, na Bolívia.

## Execução de Ernesto Che Guevara
Segundo uma confissão escrita que fez aos seus superiores, o militar conta ter se sentido envergonhado e nervoso com a tarefa que lhe foi dirigida: "Quando cheguei, 'Che' estava sentado e ao me ver, disse: "você veio para me matar, meu jovem?". Eu me senti envergonhado e abaixei a cabeça sem responder. Não me atrevi a disparar. Nesse momento, vi 'Che' grande, muito grande. Quando me olhou, senti tontura. Eu pensei que, com um movimento rápido, ele poderia tomar a minha arma". Segundo o militar, "Che" teria dito para que ele mantivesse a calma e pensasse no que estava a fazer, o erro a cometer. Logo depois, veio o primeiro disparo: “Por favor, acalme-se, você vai matar apenas um homem, não ganhar a guerra com isso”, relembra Terán na confissão, citando as palavras de "Che". “Então, dei um passo para trás, até a soleira da porta, fechei os olhos e disparei a primeira rajada. 'Che' caiu no chão com as pernas destroçadas, se contorceu e começou a jorrar muito sangue. Recobrei minha mente, mas não a sanidade, e disparei a segunda rajada, que o atingiu em seu braço, ombro e coração”.

## Vida Pessoal
Mario Terán foi casado e teve cinco filhos e viveu seus últimos anos no Paraguai.

## Morte
Mario Terán morreu aos 79 anos em Santa Cruz de la Sierra, na Bolívia.